# Мистер Олимпия 1985
Мистер Олимпия 1985 — одно из самых значимых международных соревнований по культуризму, прошедшее под эгидой Международной федерации бодибилдинга (англ. International Federation of Bodybuilding, IFBB) Нью-Йорк, США. Это были двадцать первый по счету турнир мистер Олимпия. 26-летний Ли Хейни завоевал свой второй титул «Мистер Олимпия». Второе место занял 55 летний Альберт Беклес, третье - Рич Гаспари. Призовой фонд турнира составил 93 000 долларов. За первое - 50 тыс., за второе и третье 20 и 10 тыс. соответственно.

## Таблица
Место	Участник	№	Страна	Награда
- 1	Ли Хейни	11	США	50 000
- 2	Альберт Беклес	7	Англия	20 000
- 3	Ричь Гаспари	10	США	10 000
- 4	Мохаммед Маккави	8	Египет	6 000
- 5	Майк Кристиан	13	США	4 000
- 6	Берри ДеМей	22	Голландия	3 000
- 7	Том Платц	19	США
- 8	Серджио Олива	9	Куба
- 9	Боб Перис	17	США
- 10	Фрэнк Ричард	16	Великобритания
- 11	Боб Бирдсонг	15	США
- 12	Тони Пирсон	21	США
- 13	Уилфред Сильвестр	18	Англия
- 14	Джон Браун	23
- 15	Жак Невилль	20	Франция
- 16	Денни Падилла	5	США
- 17	Али Малла	3	Ливан
- 18	Джонни Фуллер	24	Англия
- 19	Жерар Буино	1	Франция
- 20	Сальвадор Руиз	4
- 21	Аппи Стэнбек	12	Голландия
- 22	Ренато Бертанья	2	Италия
- 23	Шон Женкинс	14	США
- 24	Бен Хердер	6	Голландия